# Marino Dandolo
Marino Dandolo (in greco Μαρίνος Δάνδολος?; ... – ante 1243) è stato un nobile veneziano che divenne il primo governante latino dell'isola di Andro.

## Biografia
Era un membro della prominente famiglia Dandolo,
appartenente al patriziato di Venezia, ma non è chiaro il grado di parentela con il doge Enrico Dandolo.
Nel 1207 accompagnò Marco Sanudo alla conquista delle Isole egee e fu premiato con l'isola di Andro come feudo del Ducato di Nasso.
Dandolo contribuì dal 1207 alla costruzione del castello nel capoluogo dell'isola.
Fu espulso dalla sua isola attorno al 1239 da Geremia Ghisi, signore di Sciato, Scopelo e Sciro e fratello di Andrea, signore di Tino e Micono; morì in esilio prima dell'agosto 1243.
Felicia o Felisa Dandolo, moglie di Marino, ancora in possesso di metà dell'isola, chiederà aiuto a Jacopo Querini, signore di Stampalia, poi sposandolo, nella lotta senza significativi esiti per il controllo di Andro ai Ghisi.